# 慶德
慶德（1649年十月—1653年二月），是大越国后黎朝神宗黎维祺的复辟后第一个年号，共计5年。鄭主兼大元帥總國政為文祖清都王鄭梉。

## 纪年
| 慶德 | 元年   | 2年    | 3年    | 4年    | 5年    |
| 公历 | 1649年 | 1650年 | 1651年 | 1652年 | 1653年 |
| 干支 | 己丑   | 庚寅   | 辛卯   | 壬辰   | 癸巳   |